# کریس فرینو-جوزف
کریس فرینو-جوزف (انگلیسی: Chris Forino-Joseph؛ زادهٔ ۲۶ آوریل ۲۰۰۰) بازیکن فوتبال است.